# Micfalău, Covasna
Micfalău (în maghiară Mikóújfalu) este satul de reședință al comunei cu același nume din județul Covasna, Transilvania, România. Se află în partea de nord a județului, în Depresiunea Sfântu Gheorghe.

## Istoric
Localitatea a fost întemeiată de contele Miklós Mikó în anul 1763.